# Tazerualte
Tazerualte (em francês: Tazeroualt; Tazerwalt ou Tazarwalt) é uma região histórica do sul de Marrocos, situada nas montanhas do Antiatlas, cuja capital histórica é o que é hoje a aldeia de Illigh (Illirh), 4 km a oeste da vila de Sidi Ahmed ou Moussa e 32 km em linha reta (55 km por estrada) a sudeste de Tiznit. Tem cerca de 400 km² e é atravessada pelo uádi (rio) homónimo, afluente do Massa. Atualmente faz parte da região administrativa de Souss-Massa-Drâa.
Tendo chegado a ser um reino independente que controlava o comércio do sudoestes marroquino com o Saara, entre os séculos XVII e XIX, pouco ou nada resta da sua antiga glória, à parte do mausoléu do marabuto (santo muçulmano) do qual descendeu a dinastia que reinou no local ainda ser um local de peregrinação, sendo palco de um moussem anual muito concorrido, que se realiza na segunda ou terceira semana de agosto.

## História
A região era ocupada pela tribo berbere Masmuda, mas não é mencionada em registos históricos até ao tempo de Sidi Ahmed Ou Moussa (Sayyid Ahmad al-Musa), um xarife idríssida místico que fundou em Illigh uma confraria e ali construiu uma zauia no século XV ou XVI. Sidi Ahmed Ou Moussa viveu cerca de 1463-1563 e está sepultado, juntamente com alguns dos seus descendentes num mausoléu construído em 1884 para substituir o que ele mandou construir no século XVI. Sidi Ahmed Ou Moussa é o santo padroeiro dos acrobatas de Marrocos. A acrobacia tem uma longa tradição em Marrocos e muitos dos acrobatas marroquinos são originários de Tazerualte.
No século XVII, o marabuto Ali Abu Damia Haçane (Alboácem), descendente de Sidi Amade Ou Moussa, toma o poder na região e assume liderança da confraria da Zauia de Tazerualte em 1613, aproveitando-se do enfraquecimento da dinastia saadiana depois da morte de Amade Almançor Saadi em 1603. Após a ascensão ao trono saadiano de Mulei Zidane, em 1613, o makhzen saadita debilitado exercia um poder muito limitado. Surgiram então várias forças, entre elas a de Tazerualte e a dos alauitas, a futura dinastia reinante:
- O centro do país estava sob o controlo da confraria da zauia de Dila.
- As planícies do noroeste eram controladas pelo marabuto El-Ayachi e os seus aliados.
- Na foz do Bu Regregue estava instalada a República de Salé, um estado independente criado por mouriscos (muçulmanos fugidos de Espanha) e um grande centro de pirataria.
- Tetuão era uma cidade-estado governada pela família Naqsis.
- O Tafilalet estava sob o controlo dos alauitas.
- O sudoeste de Marrocos era controlado pela confraria de Iligh.

Alboácem forma um reino independente, com capital em Iligh, que é fortificada em 1625. O reino é estendido para além do Tazerualte, ocupando a região do Suz e a região pré-saariana compreendida entre os uádis Suz e Drá. Além disso, consegue obter alguns enclaves marítimos em Agadir e em Massa, o que lhe assegurou o êxito comercial do seu estado depois da derrota de Abu Maali. Para a prosperidade comercial de Tazerualte contribuiu também a política de baixas taxas aduaneiras cobradas ao mercadores franceses e ingleses. O reino de Tazerualte tornou-se um corredor de passagem obrigatória do tráfico transaariano de ouro no eixo Gao-Tombuctu-Tarudante. Com a ajuda dos judeus locais, em meados do século XVII, o reino controlava o comércio do Saara Ocidental e domina vastos territórios no Atlas.
O impulso económico fulgurante é acompanhado da manutenção de um equilíbrio com os Dilaítas, que com Tazerualte mantinham influência na foz do Bu Regreg. Sidi Ali de Tazeroualt assediou o Tafilalt com o seu exército durante dez anos, chegando a aprisionar Mulei Maomé durante um ano.
Na segunda metade do século XVII a confraria perdeu terreno frente aos alauitas. O reino foi destruído em 1670 ou 1671 pelo sultão Mulei Arraxide da ascendente dinastia alauita, que acabará por estender o seu domínio sobre todo o Marrocos. A Zauia de Illigh é também destruída pelos alauitas e os descendentes de Abu Damia Haçane são forçados a fugir para o Saara. Apesar disso, a zauia foi reconstruída 30 anos depois.
Iligh volta à ribalta da política marroquina no fim do século XVIII, com Sidi Haxime ibne Ali al-Ilighi, um descendente de Abu Damia Haçane, que forma um principado autónomo de nome Sidi Hachim, o qual teve um papel preponderante no comércio transaariano. Sidi Hachim foi morto em 1825, mas o seu filho Huceine ibne Haxim (1842-1886) sucedeu-lhe e continuou o seu trabalho. Em grande parte devido à atividade dos judeus e das duas feiras que se realizavam em Iligh, a cidade tornou-se o principal centro de comércio do sudoeste de Marrocos, dominando o comércio saariano e mantendo relações comerciais com a Europa através do porto de Essaouira (Mogador). Hussein reconheceu a soberania e a autoridade espiritual dos sultões alauitas, mas na prática era independente.
Em 1882 e 1886 o sultão Haçane I empreende duas expedições militares para dominar o Suz e durante a segunda aproveita a oportunidade para restabelecer ou solidificar a sua soberania sobre Tazerualte. Entretanto Hussein morre. Iligh passou então a ser a capital administrativa do sudoeste do sultanato, que incluía também o Suz al-Aksa, correspondente aproximadamente às atuais províncias de Agadir, Tarudante e Teznite. Em 1884 foi construído um novo mausoléu dedicado a Sidi Amade Ou Moussa, que substituiu a que existia.
Em 1912, o líder rebelde Ahmed al-Hiba (o "sultão azul") resistiu aos franceses usando o Suz e Tazerualte como as suas bases de operações. O conflito interrompeu o comércio com os portos atlânticos, controlados pelos franceses e apesar de al-Hiba ter morrido em 1919, os franceses só conseguiram dominar completamente todo o Suz al-Aksa e Tazerualte em 1934.
Segundo o censo de 1936, Illigh tinha 1906 habitantes muçulmanos e 220 judeus. Depois da independência, a localidade surgida em volta do mausoléu de Sidi Ahmed ou Moussa tornou-se o centro administrativo. A vila tem o nome do santo e em 2004 tinha 4 256 habitantes.
O mausoléu ainda hoje é um local de peregrinação (67 000 peregrinos registados em 1981). Iligh perdeu toda a sua importância administrativa e comercial devido ao fim do soco (mercado) semanal e à emigração dos seus judeus para Israel entre 1956 e 1960.